# 恩斯特·雷克韦格
恩斯特·雷克韦格（德語：Ernst Reckeweg，1873年4月18日—1944年9月5日），美国男子竞技体操运动员。他曾获得1904年夏季奥运会体操比赛男子团体全能金牌。他在该届奥运会也参加了田径三项全能比赛。